# Liste des épisodes de L'Incroyable Famille Kardashian
 (août 2022).
Si vous disposez d'ouvrages ou d'articles de référence ou si vous connaissez des sites web de qualité traitant du thème abordé ici, merci de compléter l'article en donnant les références utiles à sa vérifiabilité et en les liant à la section « Notes et références ».
Pour les articles homonymes, voir Kardashian.
Cette page présente la liste des épisodes de l'émission de télé-réalité L'Incroyable Famille Kardashian (Keeping Up with the Kardashians) qui compte 20 saisons, avec 280 épisodes en tout.

## Saison 1 (2007)
Personnages principaux et récurrents
- Kim Kardashian (8/8)
- Khloé Kardashian (8/8)
- Kourtney Kardashian (8/8)
- Kris Jenner (8/8)
- Bruce Jenner (8/8)
- Robert Kardashian Jr (6/8)
- Kendall Jenner (7/8)
- Kylie Jenner (6/8)
- Scott Disick (8/8)
- Brody Jenner (1/8)
- Brandon Jenner (1/8)
- Robert Kardashian (1/8)

### Kim face à Tyra Banks
- Titre original :  I'm Watching You
- Numéro : 101
- Diffusions :  États-Unis : 21 octobre 2007 14 octobre 2007
- Invité : Tyra Banks
- Résumé : Bruce et Kris Jenner célèbrent leur anniversaire de mariage. Cherchant un cadeau, Kim décide de leur acheter une barre de strip-tease, mais ses plus jeunes sœurs finissent par jouer avec. Kim doit aussi faire face à des histoires passées dans le Tyra Banks Show. Kris hésite à annoncer à Kourtney que son petit ami, Scott, l'aurait peut être trompé.

### Dur, dur, d'être maman
- Titre original :  Managing Mom
- Numéro : 102
- Diffusions :  États-Unis : 21 octobre 2007
- Résumé : Kris est débordée par tous les projets de sa fille, Kim, et finit par se tromper sur différents contrats. Kim décide de consulter d'autres agents, envisageant de renvoyer sa mère. Pour pouvoir souffler un peu, Kris engage une nounou, Bree, qui se comporte de manière inappropriée.

### Salut, mon frère
- Titre original :  Brody In The House
- Numéro : 103
- Diffusions :  États-Unis : 28 octobre 2007
- Invités : Brody Jenner, Frankie Delgado, Joe Francis
- Résumé : Kris, Kourtney, Kim et Khloé se rendent au Mexique pour une séance photo pour Girls Gone Wild sans le dire à Bruce, de peur qu'il soit contre. Quand il le découvre, il laisse Kendall et Kylie à son fils, Brody Jenner, pour partir voir ce qu'il se passe au Mexique. Malheureusement, laisser Brody avec ses demi-sœurs crée encore plus de problèmes.

### En costume d'Ève
- Titre original :  Birthday Suit
- Numéro : 104
- Diffusions :  États-Unis : 4 novembre 2007
- Invité : Brandon Jenner
- Résumé : Le magazine Playboy contacte Kris, pour proposer à Kim d'être en couverture du numéro de décembre. Kim hésite, mais encouragée par Kris, décide de poser presque nue. Cependant, pour prouver à Kris que ce n'est pas chose facile, elle décide d'inverser les rôles et de faire poser sa mère en petite tenue.

### Le souvenir de papa
- Titre original :  Remembering Dad
- Numéro : 105
- Diffusions :  États-Unis : 11 novembre 2007
- Invité : Robert Kardashian
- Résumé : La famille se remémore les bons moments passés avec Robert Kardashian à l'approche de l'anniversaire de sa mort. Khloé, ne sachant pas comment réagir face à la situation, se soule en boîte de nuit mais finit par rentrer en voiture et se fait arrêter par la police. Elle est mise en examen pour conduite en état d'ivresse.

### Enceinte à Vegas
- Titre original :  You Are So Pregnant Dude
- Numéro : 106
- Diffusions :  États-Unis : 18 novembre 2007
- Résumé : Toute la famille (mis à part Bruce, Kendall et Kylie) part en week-end à Las Vegas. Kourtney pense qu'elle pourrait être enceinte. Sur un coup de tête, Scott et elle envisagent de se marier dans la ville du vice. De leur côté, Kendall et Kylie demandent un chiot à leur père, ce qui cause des tensions entre le couple parental.

### Une main tendue
- Titre original :  Helping Hand
- Numéro : 107
- Diffusions :  États-Unis : 25 novembre 2007
- Invité : Shorty, le SDF
- Résumé : Rob se fait arranger un rendez-vous mais se rend compte que ses sœurs l'espionnent. Khloé et Kourtney découvrent qu'un SDF, Shorty, vit derrière leur boutique DASH, et décident de l'aider.

### Sexe, scandale et vidéo
- Titre original :  The Price of Fame
- Numéro : 108
- Diffusions :  États-Unis : 2 décembre 2007
- Résumé : Des photos scandaleuses de Kourtney refont surface. Étant mineur au moment des faits, le FBI débarque dans la maison Kardashian. Kim étant responsable de la conservation des clichés, elle ne peut se résoudre à en parler à sa sœur.

## Saison 2 (2008)
Personnages principaux et récurrents
- Kim Kardashian (11/11)
- Khloé Kardashian (11/11)
- Kourtney Kardashian (11/11)
- Kris Jenner (11/11)
- Bruce Jenner (11/11)
- Robert Kardashian Jr (7/11)
- Kendall Jenner (8/11)
- Kylie Jenner (9/11)
- Scott Disick (7/11)
- Reggie Bush (4/11)
- Adrienne Bailon (3/11)
- Lily (3/11)
- Malika Haqq (2/11)
- Khadija Haqq (1/11)
- Brandon Jenner (1/11)
- Brody Jenner (1/11)
- MJ Campbell (1/11)

### Kim, la diva
- Titre original :  Kim Becomes a Diva
- Numéro : 201
- Diffusions :  États-Unis : 9 mars 2008
- Invité : Reggie Bush
- Résumé : La famille pense que Kim a pris la grosse tête, du fait de son comportement arrogant et snob. Kourtney découvre des textos sur le vieux téléphone de Scott qui indique qu'il l'a trompé. Elle se met à la suivre un peu partout à Los Angeles.

### Khloé, l'actrice
- Titre original :  Khloé Wants to Act
- Numéro : 202
- Diffusions :  États-Unis : 16 mars 2008
- Invités : Malika, Eric
- Résumé : Encouragée par ses sœurs, Khloé prend des cours pour devenir actrice. Kris, n'aimant pas comment Bruce s'habille, lui engage un styliste. Étant réticent au début, il finit par apprécier ses conseils.

### Rob est amoureux
- Titre original :  Rob's New Girlfriend
- Numéro : 203
- Diffusions :  États-Unis : 23 mars 2008
- Invité : Adrienne Bailon
- Résumé : Rob tombe amoureux de la pop star Adrienne Bailon, une des Cheetah Girl. Mais quand ses sœurs le suivent en rendez-vous et font subir un véritable interrogatoire à la chanteuse, Rob pense que son couple pourrait bien voler en éclats. Après avoir consulté un nutritionniste, Kris décide d'acheter des poules afin que la famille les élève et puisse manger des œufs frais.

### Kris, la pom-pom girl
- Titre original :  Kris the Cheerleader
- Numéro : 204
- Diffusions :  États-Unis : 30 mars 2008
- Résumé : Kris est contactée par une école, lui proposant de devenir pom-pom girl. Inquiète de devoir passer une audition, sa blessure au genou pourrait lui jouer des tours. Pendant ce temps, Khloé discute adolescence avec Kendall, aidée de Kourtney et Kim.

### Les rencards de Khloé
- Titre original :  Khloé's Blind Dates
- Numéro : 205
- Diffusions :  États-Unis : 6 avril 2008
- Invités : Angel, Malika, Khadija
- Résumé : Kourtney et Kim, s'inquiétant du célibat de Khloé, l'inscrive sur un site de rencontre. Le découvrant, la benjamine s'énerve mais décide d'enchaîner les speed-dates. Pendant ce temps, Bruce apprend à Kendall la valeur de l'argent, en la payant en échange de corvées. Kendall finit par engager un homme à tout faire afin de réaliser les tâches données par son père.

### Rob, apprenti mannequin
- Titre original :  Learning Self-Defense
- Numéro : 206
- Diffusions :  États-Unis : 13 avril 2008
- Invités : Lily, David Todd, John Russo, Nelson
- Résumé : Après que D.A.S.H a été vandalisé, Kourtney, Kim et Khloé prennent des cours de self-défense, Scott et Rob profitent de la situation et organisent un faux braquage pour faire peur aux filles, Rob envisage de laisser tomber ses études à USC pour devenir mannequin professionnel.

### La guerre des sœurs
- Titre original :  Kardashian Civil War
- Numéro : 207
- Diffusions :  États-Unis : 27 avril 2008
- Invité : Brandon Jenner
- Résumé : Kim se dispute avec Kourtney et Khloé après qu'elle a acheté une Bentley. Kris se soule avec une amie et se fait faire tatouer. Bruce vient la crise de la cinquantaine.

### Dur dur, les vacances
- Titre original :  Kardashian Family Vacation
- Numéro : 208
- Diffusions :  États-Unis : 4 mai 2008
- Invité : Reggie Bush
- Résumé : Bruce pense qu'un week-end ski dans le Colorado pourra apaiser le chaos de la famille. Il continue sa crise de la cinquantaine en passant du temps avec des personnes de l'âge de Rob. Pendant ce temps-là, toute la famille se retourne contre Kim, qui passe tout son temps sur son ordinateur et son portable. Blessée, Kim fait ses valises et se rend à la gare la plus proche.

### Kim pose pour Reggie
- Titre original :  Kim's Calendar for Reggie
- Numéro : 209
- Diffusions :  États-Unis : 11 mai 2008
- Invités : Reggie Bush, Troy Jensen
- Résumé : Kim réalise un calendrier sexy pour Reggie. Kris, pensant qu'il s'agit d'un projet pour le grand public, le fait imprimer et livrer dans tout L.A. Bruce essaye d'inspirer et de gagner le respect de Kourtney et Khloé, en les faisant venir à ses discours de motivation.

### Voyage à la Nouvelle-Orléans
- Titre original :  New Perspective in New Orleans
- Numéro : 210
- Diffusions :  États-Unis : 19 mai 2008
- Invités : Reggie Bush, Janette Lee, Marisa, Lisa, Cici, Lily (flashback), Adrienne Bailon (flashback), Kendall Jenner (flashback)
- Résumé : Quand les filles se rendent en Nouvelle-Orléans pour un tournoi de billard organisé par Reggie, elles rencontrent une famille brisée par l'ouragan Katrina. Pendant ce temps, la cousine de Kris, Cici, débarque dans le foyer Kardashian, ruinant les plans d'un week-end romantique organisé par Bruce.

### Les Séquences inédites
- Titre original : Junk in the Trunk
- Numéro : 211
- Diffusions :  États-Unis : 28 mai 2008
- Invités : Kendall Jenner (flashback), Kylie Jenner (flashback), Scott Disick (flashback), MJ (flashback), Adrienne Bailon (flashback), Lily (flashback), Brody Jenner (flashback), Shorty (flashback)
- Résumé : Les Kardashian découvrent des images inédites et quelques-uns de leurs moments favoris issus de leur programme de téléréalité…

## Saison 3 (2009)
Personnages principaux et récurrents
- Kim Kardashian (12/12)
- Khloé Kardashian (12/12)
- Kourtney Kardashian (12/12)
- Kris Jenner (12/12)
- Bruce Jenner (12/12)
- Robert Kardashian Jr (8/12)
- Kendall Jenner (6/12)
- Kylie Jenner (8/12)
- Scott Disick (9/12)
- Adrienne Bailon (6/12)
- Lily (4/12)
- Malika Haqq (4/12)
- Jonathan Cheban (3/12)
- Khadija Haqq (3/12)
- Rashad McCants (2/12)
- Reggie Bush (1/12)
- Robert Kardashian (1/12)

### Libérez Khloé!
- Titre original :  Free Khloé
- Numéro : 301
- Diffusions :  États-Unis : 8 mars 2009
- Invités :' Scott Disick (flashback), Robert Kardashian, Malika, Khadija, MJ
- Résumé : Kris est furieuse quand Khloé doit aller en prison pour avoir violé sa liberté surveillée. Très affectée, la mère du clan Kardashian pense que son humeur est aggravé dû à l'approche de l'anniversaire de la mort de Robert Kardashian.

### Kourtney mannequin
- Titre original :  Kourt's First Cover
- Numéro : 302
- Diffusions :  États-Unis : 15 mars 2009
- Résumé : Un magazine veut Kourtney pour sa couverture. L'aînée de la famille demande alors à sa mère de venir la soutenir. Kris n'arrive pas à gérer toutes les carrières de ses filles, le jour de la séance photo tombant le même jour que le Comic-Con où Kim doit promouvoir son nouveau film Disaster Movie. Rob et Adrienne emménagent ensemble, ce qui met en péril l'avenir du couple.

### Khloé se met à nu
- Titre original :  I'd Rather Go Naked... Or Shopping
- Numéro : 303
- Diffusions :  États-Unis : 22 mars 2009
- Invités : Malika, Michelle, Evan, Troy Jensen
- Résumé: Khloé est sous tension lorsque PETA lui demande de poser nu. Ayant quelques complexes vis-à-vis de son poids, la benjamine des Kardashian hésite à exposer son corps. Kris et Kourtney mettent en place une intervention concernant le problème d'addiction au shopping de Kim.

### Kim et les Pussycat Dolls
- Titre original :  Pussycat Vision
- Numéro : 304
- Diffusions :  États-Unis : 29 mars 2009
- Invités : Robin Antin, Mikey Minden
- Résumé : Kim se fait opérer les yeux au laser après avoir du mal à se voir lors de répétitions concernant un show à Vegas avec la créatrice des Pussycat Dolls, Robin Antin. Bruce n'arrive pas à parler à Kendall et Kylie de sa coloscopie.

### Un pour tous et tous pour Kim
- Titre original :  All for One and One for Kim
- Numéro : 305
- Diffusions :  États-Unis : 5 avril 2009
- Invités : Perez Hilton, Lily, Lauren
- Résumé : Le nouveau parfum de Kim crée de nombreuses tensions entre Kris, Kourtney et Khloé. Kris, se sentant déconnectée avec Bruce, essaye de leur trouver de nouveaux intérêts communs.

### Histoires de famille
- Titre original :  Cinderella Story
- Numéro : 306
- Diffusions :  États-Unis : 19 avril 2009
- Invités : Lily, J.J
- Résumé : Khloé fait faire un test ADN afin de savoir si Kris est sa vraie mère. Après que Rob a emprunté la voiture de Kim et s'est fait faire un nouveau tatouage, la famille commence à se poser des questions sur ce comportement suspect.

### Un vent de panique
- Titre original :  The Two Year Itch
- Numéro : 307
- Diffusions :  États-Unis : 26 avril 2009
- Invités : Rashad McCants, Malika, Khadija, MJ (mère de Kris), Sean Stewarts (ami de Scott)
- Résumé : Kourtney et Scott se disputent de-nouveau après qu'elle l'a accusé de l'avoir trompé. En secret, Khloé se fait faire une biopsie sur un grain de beauté afin de voir si elle n'a pas un cancer de la peau. Kris le découvre et panique.

### Amour ou business?
- Titre original :  Distance Makes the Heart Grow Fonder
- Numéro : 308
- Diffusions :  États-Unis : 3 mai 2009
- Invités : Reggie Bush, Jonathan Cheban, Khadija, Javon Bush, Beth Morris, Pilar DeMann
- Résumé : Khloé se rend à New-York pour un défilé mais finit par envisager de déménager sur la côte Est pour ouvrir une nouvelle boutique Dash. Kim, se dévouant à sa carrière, doit choisir entre un futur avec Reggie ou son avenir professionnel.

### Un singe dans la famille
- Titre original :  Leaving the Nest
- Numéro : 309
- Diffusions :  États-Unis : 10 mai 2009
- Invités : Jonathan Cheban, Daymond John, Lily, Melissa, Steven
- Résumé : Khloé visite plusieurs appartements à New-York, ce qui rend furieuse Kris, qui ne veut pas qu'elle quitte L.A. Kourtney et Kim louent un singe à Kris, après que celle-ci a exprimé le désir d'avoir un autre enfant.

### Affaires de famille
- Titre original :  Meet the Kardashians
- Numéro : 310
- Diffusions :  États-Unis : 17 mai 2009
- Invités : Nilda Bailon, Joe Bailon, Claudette Bailon
- Résumé : La famille part faire du camping afin de rencontrer les parents de Adrienne. Peu après, Bruce doit se faire opérer afin de réparer les erreurs de son précédent chirurgien esthétique, qui était intervenu au moment de sa carrière de sportif.

### Ce qui est à toi est à moi
- Titre original :  What's Yours is Mine
- Numéro : 311
- Diffusions :  États-Unis : 25 mai 2009
- Invités : Jonathan Cheban, Simon Huck, Monica, Angela
- Résumé : Kourtney emprunte les affaires de Kim sans lui demander sa permission. Bruce ne s'habitue pas aux vêtements et au maquillage d'adulte de Kylie. Rob décide de rompre avec Adrienne et emménage avec Kim.

### Double peine de cœur
- Titre original :  Double Trouble
- Numéro : 312
- Diffusions :  États-Unis : 25 mai 2009
- Invités : Robert Kardashian Jr (flashback), Scott Disick (flashback), Rashad McCants (flashback), Malika, Lily, Roya, Bethany
- Résumé : Le nouveau copain de Khloé, Rashad McCants, l'a trompé. Kourtney commence à penser que Scott n'est peut être pas le bon.

## Saison 4 (2009-2010)
Personnages principaux et récurrents
- Kris Jenner (11/11)
- Bruce Jenner (11/11)
- Kourtney Kardashian (11/11)
- Kim Kardashian (11/11)
- Khloé Kardashian (11/11)
- Kendall Jenner (11/11)
- Robert Kardashian Jr (10/11)
- Scott Disick (9/11)
- Kylie Jenner (7/11)

### Le mariage
- Titre original :  The Wedding
- Numéro : 401
- Diffusions :  États-Unis : 8 novembre 2009
- Invités : Adrienne Bailon, Phil Jackson, Sugar Ray Leonard, Baron Davis, Kelly Osbourne, Angie Martinez, DJ Mbenga, Jordan Farmar, Luke Walton, Jerry Buss, Kenny Smith, Kobe Bryant, Josh Powell, Jonathan Cheban, Jerry, Jeff Schwartz, Malika Haqq, Khadija Haqq, MJ
- Résumé : Khloé et Lamar Odom décident de se marier. Toute la famille trouve que c'est très rapide et est contre cette décision. Au mariage Rob tente de raviver sa relation avec son ex-petite amie Adrienne Bailon. Kim se rend compte que son petit ami Reggie lui manque et Kourtney et Scott essayer d'améliorer leur relation.

### Le mal-aimé
- Titre original :  Scott on the Rocks
- Numéro : 402
- Diffusions :  États-Unis : 13 décembre 2009
- Invités : Reggie Bush, Malika Haqq
- Résumé : Toute la famille est contre Scott, particulièrement Khloé.

### Khloé contre Scott
- Titre original :  Hot Cup of Love
- Numéro : 403
- Diffusions :  États-Unis : 20 décembre 2009
- Invités : Reggie Bush, Lily, Lisa Miller
- Résumé : Khloé fait appel à un professionnel pour l'aider à canaliser sa colère envers Scott. Rob est hospitalisé après avoir pris un médicament à son insu…

### Bébé, es-tu là?
- Titre original :  Baby Blues
- Numéro : 404
- Diffusions :  États-Unis : 27 décembre 2009
- Invités : Chelsea Handler, Reggie Bush, Liz
- Résumé : Khloé pense qu'elle est enceinte et se confie à Kim en lui demandant de garder le secret, celle-ci ne sait pas se retenir de le dire à sa mère qui le dit au reste de la famille. Les mensonges de Kim finissent par la rattraper elle ment à ses petites sœurs qui le découvre et sont très déçues.

### Couples en danger
- Titre original :  Shape Up or Ship Out
- Numéro : 405
- Diffusions :  États-Unis : 3 janvier 2010
- Résumé : Kourtney se dispute avec Scott, car celui-ci ne prend pas sa grossesse au sérieux. Kris supprime la carte de crédit de Bruce.

### L'amie des bêtes
- Titre original :  Must Love Dogs
- Numéro : 406
- Diffusions :  États-Unis : 10 janvier 2010
- Résumé : Kim recueille un chien errant malade et est anéantie lorsqu'elle doit s'en séparer. De son côté, Bruce pousse Rob à quitter la maison…

### Les Kardashian sur le ring
- Titre original :  Body Blows
- Numéro : 407
- Diffusions :  États-Unis : 24 janvier 2010
- Résumé : Bruce pousse la famille Kardashian à faire preuve de générosité en participant à un match de boxe caritatif. Kim surmonte sa peur du combat…

### Un week-end en enfer
- Titre original : Weekend from Hell
- Numéro : 408
- Diffusions :  États-Unis : 31 janvier 2010
- Résumé : Lors d'un voyage, Kourtney et ses sœurs se demandent si elles seront à nouveau proches un jour. Kylie se montre jalouse de la carrière de Kendall…

### La «sex-tape»
- Titre original :  I Want Your Sex
- Numéro : 409
- Diffusions :  États-Unis : 14 février 2010
- Résumé : Khloé fait une love tape pour son mari Lamar Odom pendant qu'il est sur la route. Kourtney et Scott manque d'intimité, mais Kourtney a peur d'avoir des relations sexuelles parce qu'elle ne veut pas blesser le bébé.

### Le verre de trop
- Titre original :  Blame It on the Alcohol
- Numéro : 410
- Diffusions :  États-Unis : 21 février 2010
- Résumé : Kourtney met fin à sa relation avec Scott après son comportement violent à l'anniversaire de Kim à Las Vegas. Kim accepte beaucoup trop de travail…

### L'arrivée de bébé
- Titre original :  Delivering Baby Mason
- Numéro : 411
- Diffusions :  États-Unis : 28 février 2010
- Résumé : Après s'être évanouie d'épuisement, Kim apprend à gérer sa vie professionnelle. Kourtney ramène Scott et donne naissance à leur fils, Mason.

## Saison 5 (2010)
Personnages principaux et récurrents
- Kourtney Kardashian (12/12)
- Kim Kardashian (12/12)
- Khloé Kardashian (12/12)
- Kendall Jenner (12/12)
- Kylie Jenner (12/12)
- Kris Jenner (11/12)
- Bruce Jenner (11/12)
- Robert Kardashian Jr (11/12)
- Scott Disick (8/12)

### Kim pend la crémaillère
- Titre original :  Kim's House Party
- Numéro : 501
- Diffusions :  États-Unis : 22 août 2010
- Résumé : Kris insiste pour que Kim organise une crémaillère dans sa nouvelle maison. Mais la fête ne tarde pas à devenir incontrôlable…

### Rencard avec un inconnu
- Titre original :  Blind Date
- Numéro : 502
- Diffusions :  États-Unis : 29 août 2010
- Résumé : Impatiente de voir Kim fréquenter à nouveau des hommes, Kris lui organise un rendez-vous galant avec un sportif professionnel…

### La bague de fiançailles
- Titre original :  The Missing Ring
- Numéro : 503
- Diffusions :  États-Unis : 5 septembre 2010
- Résumé : Khloé, qui a perdu sa bague de fiançailles de sept carats, n'ose pas l'avouer à Lamar. Elle se retrouve dans une situation bien embarrassante…

### Le garde du corps
- Titre original :  My Bodyguard
- Numéro : 504
- Diffusions :  États-Unis : 6 septembre 2010
- Résumé : Tandis que Khloé aide Lamar à apprendre à nager, Kim se sent de plus en plus attirée par son garde du corps australien…

### Botox et cigarettes
- Titre original :  Botox and Cigarettes
- Numéro : 505
- Diffusions :  États-Unis : 12 septembre 2010
- Résumé : Kim fait une mauvaise réaction à la suite d'injections de botox. De son côté, Kris, qui fume en cachette, est démasquée, au grand dam de Kourtney…

### Partie sans laisser d'adresse
- Titre original :  Kourt Goes A.W.O.L.
- Numéro : 506
- Diffusions :  États-Unis : 19 septembre 2010
- Résumé : Lassée de voir sa famille négliger Scott, Kourtney décide de trouver une maison à New York. Sa famille tente de la convaincre de rester à Los Angeles…

### Un couple d'enfer
- Titre original : Match Made in Hell
- Numéro : 507
- Diffusions :  États-Unis : 26 septembre 2010
- Résumé : Rob fait croire à Khloé qu'il sort avec la meilleure amie de cette dernière, Malika Haqq, juste pour la faire enrager. Kris, de son côté, veut devenir la nouvelle manager d'un groupe de 5 filles mais réalise déjà qu'elle a beaucoup trop de travail avec ses filles.

### Interdit aux garçons
- Titre original : No Boys Allowed
- Numéro : 508
- Diffusions :  États-Unis : 3 octobre 2010

- Résumé : Tandis que Kourtney et Scott tentent d'avoir un autre bébé, Bruce et Kylie s'affrontent au sujet des hommes que Kylie compte parmi ses amis…

### Cougar, vous avez dit cougar?
- Titre original : Kris "The Cougar" Jenner
- Numéro : 509
- Diffusions :  États-Unis : 10 octobre 2010

- Résumé : Kris pousse sa relation avec son coach personnel un peu trop loin, tandis que Kim s'attire des ennuis auprès de Kourtney à cause de son côté compétiteur…

### Du changement dans l'air
- Titre original : Dash No More
- Numéro : 510
- Diffusions :  États-Unis : 24 octobre 2010

- Résumé : Kourtney veut quitter les magasins Dash. Kim accepte un rendez-vous avec Miles Austin. De leur côté, Scott et Bruce passent du temps ensemble…

### À nous New-York
- Titre original : The Kardashians Take NY
- Numéro : 511
- Diffusions :  États-Unis : 24 octobre 2010

- Résumé : Les Kardashian sont à New York pour le 4 juillet, jour de la fête nationale. Kim doit confronter son ex-petit ami Reggie Bush à son nouveau compagnon, Miles Austin…

### Les séquences inédites
- Titre original : Junk in the Trunk 2
- Numéro : 512
- Diffusions :  États-Unis : 20 décembre 2010

- Résumé : Les Kardashian visionnent des images inédites et leurs moments préférés de leur célèbre émission de téléréalité…

## Saison 6 (2011)
Personnages principaux et récurrents
- Kris Jenner (16/16)
- Bruce Jenner (16/16)
- Kourtney Kardashian (16/16)
- Kim Kardashian (16/16)
- Kendall Jenner (16/16)
- Kylie Jenner (16/16)
- Khloé Kardashian (15/16)
- Scott Disick (10/16)
- Robert Kardashian Jr (8/16)

### Famille ou argent?
- Résumé : Khloé ne sait pas quel comportement adopter avec Kris Humphries, le nouveau petit ami de Kim. La réunion familiale organisée par Kourtney tourne au vinaigre.

### Kim, Manager
- Résumé : Kendall ne supporte plus que sa grande sœur, Kim, se mêle sans cesse de sa carrière. Lorsque Scott refuse de donner la clef de sa nouvelle maison à Kris, celle-ci voit rouge…

### Le derrière de Kim
- Résumé : Contre l'avis de Bruce, Kris décide de reprendre son nom de jeune fille. Kim en a assez d'entendre dire que ses fesses ont été refaites. Elle décide d'en faire une radiographie pour démontrer à tous qu'elles n'ont pas été modifiées artificiellement…

### Le bébé de Kourtney
- Résumé : Kris n'apprécie pas que Kourtney souhaite avoir un autre bébé sans se marier. Kris se voit confier l'organisation d'un mariage…

### Rob contre Scott
- Résumé : Après une grosse dispute, Rob avoue à Kourtney qu'il ne la voit plus car il déteste Scott. Kris pense que Bruce devient sourd…

### Pilule, mode d'emploi
- Résumé : Bruce découvre que Kendall utilise un moyen contraceptif et décide qu'il est temps d'avoir une conversation. Kim craint que sa carrière soit menacée…

### Une leçon d'humilité
- Résumé : Bruce tente de faire comprendre à Kendall et à Kylie la chance qu'ils ont. Khloé et Kourtney se moquent de Kris et de ses problèmes d'incontinence…

### Scott à Las Vegas
- Résumé : Scott étant à Las Vegas, Kourtney craint que ses vieux démons ressurgissent. Kylie et Kendall ne veulent pas que Kris s'implique davantage dans leur vie..

### L'agent Scott
- Résumé : Après avoir été humiliée, Kim décide d'apprendre à danser. Scott essaie de devenir le manager de Kylie et Kendall, ce qui ne plaît pas à Kris…

### Vacances àTahiti
- Résumé : Bruce emmène toute la famille à Bora-Bora pour fêter son 20e anniversaire de mariage avec Kris. Mais le nouveau petit ami de Kim fait des siennes…

### Histoires de famille
- Résumé : À Bora-Bora, alors que Kourtney tente de réconcilier Scott et Rob, elle découvre la vérité sur les problèmes d'alcool de Scott. La fête de Kris semble menacée…

### L'ultimatum
- Résumé : Inquiet pour sa carrière, Rob finit par devenir violent avec Kim. Kourtney pose un ultimatum à Scott…

### La demande en mariage
- Résumé : Kris Humphries se sent prêt à demander Kim en mariage, mais une dispute avec Kim vient le faire douter de sa décision…

### Un mariage de princesse(1/2)
- Résumé : C'est la préparation du mariage de Kim et Kris avec un certain nombre de drame.

### Un mariage de princesse(2/2)
- Résumé : À la suite d'une dispute Kim désinvite Khloé du mariage. Les filles et les garçons s'envolent pour Las Vegas pour leurs enterrements de vie de garçon et de vie de jeune fille. Puis vient le mariage de Kim et Kris avec un tas d'invités prestigieux.

### Les 16 ans de Kendall
- Résumé : Les Kardashian fêtent les 16 ans de Kendall et celle-ci obtient son permis de conduire.

## Saison 7 (2012)
Personnages principaux et récurrents
- Kris Jenner (19/19)
- Bruce Jenner (19/19)
- Kourtney Kardashian (19/19)
- Kim Kardashian Humphries (19/19)
- Khloé Kardashian (19/19)
- Kylie Jenner (18/19)
- Kendall Jenner (17/19)
- Scott Disick (9/19)
- Robert Kardashian Jr (10/19)

### Le père de Khloé
- Résumé : Khloé souhaite faire un test de paternité car elle commence à avoir des doutes concernant le fait qu'elle soit bien la fille de Robert Kardashian.

### La vengeance de Kris
- Résumé : Kourtney en veut de plus en plus à Kris, tandis que Kim, qui a réussi à surmonter ses peurs, demande à être remboursée…

### Son linge sale en famille
- Résumé : Rien ne va plus : Rob blesse Bruce en disant qu'il n'a jamais eu de modèle masculin dans son enfance. Kris devient trop agressive au volant…

### La famille fait des efforts
- Résumé : Bruce harcèle Kris pour qu'elle intègre Brandon dans sa nouvelle société. Kourtney n'apprécie pas les gestes romantiques de Scott…

### Un squelette dans le placard
- Résumé : Kris tombe sur Todd, l'homme avec qui elle est sortie il y a plus de 20 ans et se demande si elle devrait le revoir…

### Les Vacances en famille(1/2)
- Résumé : Les vacances familiales en République Dominicaine commencent bien mal après que Kourtney, Kim et Scott aient ratés leur avion…

### Les vacances en famille(2/2)
- Résumé : Toujours en République Dominicaine, Scott commence à se sentir exclu. Kris souffre d'un mal mystérieux, tandis que Kourtney hésite sur la façon de gérer l'ultimatum lancé par Scott…

### Les Compromis
- Résumé : De retour à Los Angeles, Khloé est accaparée par sa famille. Scott, qui doit apparaître en public à New York, surveille son comportement…

### Le scoop Kim et Kanye
- Résumé : Khloé hésite à se rendre à New York pour l'ouverture du restaurant de Scott, mais Lamar veut bien y aller. La famille s'interroge sur les relations que Kim entretient avec Kanye West…

### Traitement royal
- Résumé : Kris voudrait que Khloé ouvre les yeux sur le comportement ridicule de Bruce. Scott part à Londres avec Kim, Rob et Jonathan, le meilleur ami de Kim, mais celle-ci, débordée, n'a pas de temps à consacrer à Jonathan..

### Ménage à trois
- Résumé : Tandis que Bruce joue au golf avec Angie Everhart, Kris hésite à recontacter Todd. Rob et Khloé, qui ont réemménagé ensemble, se disputent.

### Le détecteur de mensonges
- Résumé : Kris et Bruce sont contraints par leurs enfants de régler leurs problèmes. Kim finit par convaincre Lamar d'aller chez le dentiste, Kim, Khloé et Kourtney font passer Kris au détecteur de mensonges pour savoir si elle a trompé Bruce avec Todd…

### Mères et filles
- Résumé : Les filles poussent Kris à aller voir sa mère à San Diego. Kourtney s'intéresse à l'accouchement dans l'eau. Bruce se rend dans une clinique du sommeil car Kris se plaint de ses mouvements brusques pendant nuit…

### Le plan obsèques des Kardashian
- Résumé : Kris décide de prendre ses dispositions au cas où elle disparaitrait. Kim découvre que Khloé a été choisie par Kourtney comme tutrice de Mason…

### Thérapie en famille(1/2)
- Résumé : Oprah réalise une interview de la famille Kardashian. Kim décide de vivre sa vie de son côté et Rob craque durant une séance de thérapie familiale…

### Thérapie en famille(2/2)
- Résumé : Oprah réalise une interview de la famille Kardashian. Kim décide de vivre sa vie de son côté et Rob craque durant une séance de thérapie familiale…

### En attendant ce jour
- Résumé : Scott, qui ne supporte plus que Kourtney prenne toutes les décisions, envisage une vasectomie, tandis que Kris fait remplacer ses implants mammaires…

### Faire-part de naissance
- Résumé : Alors que la famille se prépare à accueillir le bébé de Kourtney, Khloé se demande pourquoi elle ne tombe pas enceinte. Kim fait prélever ses ovules…

### Le bilan
- Résumé : Les Kardashian organisent une réunion de famille. Cette soirée est l'occasion de revenir sur les meilleurs moments de la série et de dévoiler quelques images inédites…

## Saison 8 (2013)

### Nous attendons un bébé
- Résumé : La famille est ravie d'apprendre la grossesse de Kim, mais le comportement étrange de celle-ci suscite quelques interrogations…

### Trop c'est trop
- Résumé : Kim et Khloé décident de défendre leur mère, traquée par les tabloïds. De son côté, Brody tente d'évoquer les problèmes du passé avec Bruce…

### Passe d'armes
- Résumé : Kris et Bruce ne parviennent pas à s'entendre sur le fait d'avoir ou non une arme à la maison et interrogent la famille. Kim s'inquiète pour sa santé…

### Papa, Tu m'entends?
Résumé: Bruce affronte sa perte d'audition. Scott apprend qu'une femme atteinte d'un cancer souhaite le rencontrer et Kris a peur d'être victime d'un voyeur…

### On va te soigner
- Résumé : Kris s'inquiète du comportement de Rob et décide de l'aider. Khloé est déterminée à découvrir le fin fond des problèmes entre Kendall et Kylie…

### Les mères aussi savent s'amuser
- Résumé : Kourtney et Kim étant plongées dans le monde des bébés, Khloé se sent exclue et décide de sortir s'amuser avec Kris…

### Future maman cherche maison
- Résumé : Kim apprend que sa nouvelle maison ne sera pas prête à temps pour l'arrivée du bébé et cherche un endroit où s'installer…

### La Grèce pour destination
- Résumé : La famille se réjouit de passer des vacances en Grèce, mais les tensions entre Kris et Brody menacent de gâcher l'ambiance. Kim affronte son divorce…

### «Grèce» lui la patte
- Résumé : Durant son séjour en Grèce, Kris se montre un peu trop gentille avec Brody, qui finit par lui dire les choses très franchement…

### Opa!
- Résumé : À quelques jours de la fin des vacances, Scott débarque en Grèce. Kendall se sent exclue des réjouissances et laisse passer ses chances avec Brody…

### C'est vraiment trop injuste
- Résumé : Kris n'a pas envie que Kendall cherche une maison au bord de la plage pour l'été. Brandon et Brody commencent à travailler sur le jardin de Bruce…

### La belle-mère de Kris
- Résumé : Kris appréhende la visite de la mère de Bruce, Esther, avec qui elle n'a jamais entretenu de vraie relation…

### Massacre à la tronçonneuse chez les Kardashian
- Résumé : Rob choque tout le monde en s'illustrant avec sa tronçonneuse dans le jardin de Khloé. Kim prépare sa vengeance vis-à-vis de sa famille…

### Mères et filles
- Résumé : Kris constate que Kendall passe de plus en plus de temps avec les Jenner. Les enfants ressortent une vieille vidéo pour mettre Bruce dans l'embarras…

### La goutte d'eau
- Résumé : Kourtney et Khloé organisent une fête pour le bébé dans le dos de Kim, tandis que Kris et Kylie complotent pour se débarrasser du fusil de Bruce…

### En avant les histoires
- Résumé : Kim pousse Khloé à réfléchir à la question de l'adoption, mais celle-ci a d'autres choses en tête. Kris soupçonne Scott d'avoir vendu le scooter…

### Papa paparazzi
- Résumé : Kim arrive au terme de sa grossesse et la famille commence à élaborer un plan pour échapper aux paparazzi le jour de l'accouchement…

### Tous les chemins mènent à North
- Résumé : Kim devant accoucher plus tôt que prévu, Kris prépare la maison pour l'arrivée de sa petite-fille. Khloé tente d'apaiser les choses autour d'elle.

### Rencontre d'un type particulier
- Résumé : Khloé profite du séjour en camping de Bruce pour oublier ses soucis. Kris, qui lance son nouveau talk show, recherche du soutien auprès de sa famille…

### Les 16 ans de Kylie
- Résumé : Kylie décide d'organiser son anniversaire sans l'aide de Kris. Tandis que Rob et Khloé discutent de leur situation, Kris doit veiller sur un cochon…

### L'incroyable famille Kardashian vous souhaite un Joyeux Noël
- Résumé : La famille Kardashian prépare les fêtes de fin d'année, en posant pour la traditionnelle photo des cartes de vœux et en échangeant ses cadeaux…

## Saison 9 (2014)

### Aimer et se séparer
- Résumé : Kris et Bruce doivent prendre d'importantes décisions concernant leur avenir. Khloé, elle, est confrontée à l'évolution de sa relation avec Lamar…

### Comment faire face
- Résumé : Khloé est blessée par une interview contenant des propos négatifs sur elle et sa famille. Kris convainc Jonathan de s'éclipser à Sonoma…

### Et tout le tintouin
- Résumé : Rob propose à Khloé d'emménager chez lui afin qu'elle se sente mieux. Fascinée par Broadway, Kris décide de prendre des cours de chant et de danse…

### Les fiançailles1/2
- Résumé : La famille découvre que Kanye prépare une surprise pour l'anniversaire de Kim. Kris panique en apprenant que la maison de Kim a pris du retard…

### Les fiançailles2/2
- Résumé : Alors que la famille est réunie à San Francisco pour l'anniversaire de Kim, Kanye surprend tout le monde en la demandant en mariage…

### Deux anniversaires et une brocante
- Résumé : Kourtney organise un vide-grenier et Kendall se prépare à fêter ses 18 ans, tandis que Bruce fait comme si son anniversaire n'était pas si important…

### Le courage de changer
- Résumé : Khloé doit faire un choix concernant sa relation avec Lamar. Kourtney emmène Scott dans un spa en Arizona et Rob reçoit des nouvelles troublantes…

### Libérée délivrée
- Résumé : La famille tente de comprendre pourquoi Kourtney ne montre jamais d'émotions. Khloé accepte une offre sur sa maison et va devoir faire ses bagages…

### Nouveau célibataire
- Résumé : Kris va trop loin en voulant s'assurer que Bruce ne se sent pas trop seul. Scott et Kourtney héritent d'un tableau qui pourrait valoir des millions…

### Coup de mou
- Résumé : Kendall, qui ne fait preuve d'aucune responsabilité vis-à-vis de son chien, est vite dépassée. Kourtney découvre la nouvelle voiture de luxe de Scott…

### Incident viennois
- Résumé : Victimes de remarques racistes lors d'un voyage à Vienne, Kim et Kris se retrouvent confrontées à la réalité…

### Coup fourré
- Résumé : Kris pousse Kourtney à renoncer aux projets luxueux de Scott pour leur jardin. Kim et Khloé se retrouvent au milieu d'un combat de catch dans la boue…

### À prendre ou à laisser
- Résumé : Le déménagement de Khloé se complique encore davantage lorsque des bijoux de Lamar sont volés. Bruce a bien du mal à se rapprocher de Brody…

### Vacances en Thaïlande1/3
- Résumé : Les vacances en Thaïlande démarrent fort : Kourtney, Scott et Rob décident de ne pas venir, tandis que Kris et Bruce se disputent avant le décollage…

### Vacances en Thaïlande2/3
- Résumé : Les péripéties s'enchaînent pour la famille, qui découvre que Kendall et Kylie se sont enfuis et ont disparu en Thaïlande...

### Vacances en Thaïlande3/3
- Résumé : À l'occasion de la visite d'un orphelinat en Thaïlande, Kim se prend d'affection pour une petite fille et se met en tête d'améliorer son quotidien…

### Désastre annoncé
- Résumé : Kourtney vient en aide à Khloé, submergée par la décoration de sa maison. Kris encourage sa mère à prendre de la marijuana à des fins médicales…

### Secrets d'une double vie
- Résumé : Khloé fréquente en cachette de nouveaux amis et un nouvel homme. Kim et Kourtney entreprennent de découvrir ce qu'elle cache…

### La main sur le berceau
- Résumé : Kourtney annonce à Scott qu'elle attend un troisième enfant. Surpris, celui-ci tente de prendre la fuite…

### En route vers l'autel
- Résumé : Kim et Kanye embarquent leurs proches pour un séjour intime entre Paris et l'Italie, qui se conclura par une magnifique cérémonie de mariage…

## Saison 10 (2015)

### Nouveau départ
- Résumé : Maintenant que Kris et Bruce sont officiellement divorcés et séparés pour de bon, la famille va-t-elle parvenir à maintenir un lien ?...

### Vol en dehors d'un nid de coucou
- Résumé : Quand Kris se met à fréquenter quelqu'un après vingt-cinq ans de relation avec Bruce, personne n'est plus critique que ses propres filles…

### Le parrain
- Résumé : Scott se fait embarquer dans des activités suspectes et des affaires douteuses. La famille coupe aussitôt court à ses ambitions de parrain…

### Pas de répit
- Résumé : La famille intervient dans la crise que traverse Rob mais il refuse d'être aidé. Kris est à bout. Khloé organise un voyage d'affaires pour Dash…

### Sur la route
- Résumé : Khloé se dispute avec French Montana, et Malika se retrouve au milieu des hostilités. De son côté, Kris traîne Kylie dans un voyage à San Diego censé les rapprocher…

### Pas de panique!
- Résumé : Kris perd patience lorsque Scott arrive ivre et remonté dans un club de Las Vegas dans lequel il a négocié une prestation pour son anniversaire…

### Livraison spéciale
- Résumé : À cause d'une brèche dans la sécurité, Kris décide d'intervenir. Scott fait la fête et Kourtney apprend que le bébé pourrait arriver en avance…

### Buggy et bébé
- Résumé : Scott est chamboulé par la naissance de ce troisième enfant et Khloé demande l'aide de Bruce pour le ramener à la réalité…

### Relations presse
- Résumé : La presse commence à s'intéresser de très près aux secrets de beauté de Kylie. Elle doit dévoiler elle-même des informations sur son nouveau look…

### Au sujet de Bruce1/2
- Résumé : Bruce et la famille partagent leurs émotions au sujet de sa décision de vivre en tant que femme aux yeux du public…

### Au sujet de Bruce2/2
- Résumé : Bruce et la famille partagent leurs émotions au sujet de sa décision de vivre en tant que femme aux yeux du public…

### Vacances au ski
- Résumé : Kim organise un voyage de famille dans le Montana pour faire du ski mais personne n'a la tête aux sports d'hiver…

### En un clin d'œil
- Résumé : Kylie et Kendall rentrent du Montana pour souhaiter bonne chance à Bruce pour son opération de changement de sexe. Kris et Kendall voyagent à Paris…

### Terre ancestrale
- Résumé : Kim et Khloé réalisent un rêve de longue date et visitent la terre de leurs ancêtres. Kourtney veut savoir pourquoi Kylie est si distante…

### C'est bon d'être à la maison
- Résumé : Kanye remercie l'Arménie de son accueil avec un concert surprise. Kim organise une escale à Jérusalem pour baptiser North…

### Répliques d'un séisme
- Résumé : Caitlyn fait son coming-out dans une interview pour un magazine. La famille est blessée par ses propos. Kim tente de recoller les morceaux…

### La goutte d'eau
- Résumé : Le comportement de Scott empire ! Lorsqu'il est photographié en France avec une autre femme, la patience de Kourtney s'étiole

### Les Kardashian: Sans le rétro
- Résumé : Retour sur les histoires qui ont fait des Kardashian ce qu'ils sont aujourd'hui, avec un aperçu de la saison 11.

### Les Kardashian: Règles de famille
- Résumé : Zoom sur les moments les plus extravagants et les plus drôles qui ont conquis les fans de la première famille de télé-réalité

### Les Kardashian: En vacances
Résumé : Voyagez autour du monde en compagnie de Kim et de la famille Kardashian ! Récapitulatif de leurs meilleurs souvenirs de vacances.

## Saison 11 (Fin 2015-Début 2016)

### Autre temps, autres mesures
- Résumé : Les filles Kardashian doivent trouver un moyen de soutenir à la fois Caitlyn dans sa transition et Kris, que ses propos ont blessée…

### Le prix à payer
- Résumé : Kourtney essaie de trouver un compromis avec Scott. Le reste de la famille a peur qu'elle se laisse convaincre trop facilement…

### Rites de passage
- Résumé : Kylie est diplômée, et Kris veut marquer l'occasion en organisant une fête très spéciale. De son côté, Kim a des envies qui lui font faire le tour du monde…

### Tous adultes
- Résumé : Les 18 ans de Kylie sont l'occasion pour Kris de rencontrer Caitlyn. Kim investit la maison de Kris pour préparer la naissance de son deuxième bébé…

### Lions, tigres et textos
- Résumé : Décidée à aller de l'avant avec son divorce, Khloé va chercher du réconfort à Mexico, dans un refuge de la fondation Black Jaguar White Tiger…

### (Pas trop) bon voyage!
- Résumé : Direction Saint-Barthélemy où la famille veut oublier des soucis qui semblent être impossibles à apaiser. Kris peine toujours à retrouver les faveurs de Kim…

### Fini le paradis
- Résumé : Les vacances paradisiaques touchent à leur fin. Kendall et Kylie remettent les pendules à l'heure. Kim et Khloé aident Kourtney à oublier Scott…

### Le grand lancement
- Résumé : Kourtney n'est pas prête pour le lancement d'un nouveau produit à New-York. Ses sœurs lui font savoir qu'il est temps de se concentrer…

### Peur de l'inconnu
- Résumé : Connaissant les antécédents de sa famille avec le cancer, Kris encourage ses filles à faire un test génétique pour évaluer les risques…

### Mauvaise communication
- Résumé : À la suite d'innombrables prises de bec avec les filles, Kris décide que la famille doit apprendre à mieux communiquer avec l'aide d'un professionnel…

### La reine Kris
- Résumé : Kim prévoit une fête inoubliable pour les 60 ans de Kris. La famille se rapproche quand arrive la nouvelle de l'hospitalisation de Lamar…

### La famille d'abord
- Résumé : Les filles font une vidéo pour l'anniversaire de Kris. Khloé veut trouver l'équilibre entre sa vie quotidienne et son soutien pour Lamar…

### Avenir imprévu
- Résumé : Kim, dont l'accouchement est imminent, apprend qu'il y a du retard dans les travaux de sa maison. Scott revient de cure de désintoxication…

## Saison 12 (2016)

### Adieu le passé, bonjour le présent
- Résumé : La famille apprend avec surprise que Rob sort avec l'ex de Tyga. Khloé s'assure que Lamar ait un toit sur la tête et qu'on s'occupe bien de lui…

### Une affaire de famille à New York
- Résumé : Kanye invite la famille à New York pour son défilé de mode mais Khloé a peur que ça fatigue Lamar. Kim essaie d'empêcher Scott d'avoir des ennuis…

### Partenaire particulier et frère particulier
- Résumé : Khloé est contrariée qu’on ne lui ait pas dit que Rob emménageait chez elle. Kim se pose des questions sur l’amitié naissante entre Kourtney et Corey…

### La sourde oreille
- Résumé : Les filles commencent à accepter la nouvelle relation de Rob, mais il froisse leurs sentiments en faisant des blagues sur les réseaux sociaux…

### Le jeu des chats et des souris
- Résumé : Kendall, Kylie et Khloé partent se faire poser des prothèses, tandis que Scott a du mal à trouver sa place dans la famille…

### La malédiction des Kardashian
- Résumé : Khloé se rend à Napa avec Kourtney et Kris dont le comportement rend encore plus difficile la décision de Khloé de mettre son divorce derrière elle…

### Effet boule de neige1/2
- Résumé : Kris organise des vacances en famille à Vail mais qui sont vite gâchées quand ils apprennent que Rob a demandé Blac Chyna en mariage à Los Angeles…

### Effet boule de neige2/2
- Résumé : La famille est toujours en vacances à Vail et essaie de digérer la nouvelle des fiançailles de Rob. Scott essaie de bien se comporter…

### Oh Baby!
- Résumé : Après l'annonce de ses fiançailles, Rob annonce à la famille des nouvelles bouleversantes. Kylie, toujours sous les projecteurs, souffre d'anxiété…

### Hors jeu
- Résumé : Partie en Islande tourner le clip de Kanye durant le week-end de l'anniversaire de Kourtney, Kim essaie de s'occuper et de sa sœur et de son mari…

### La samaritaine
- Résumé : Au vu des derniers événements, Kim se demande si elle doit soutenir Kanye. Elle se prépare pour son caméo dans le dernier clip de Fergie, « M.I.L.F.$ »...

### Havana bonjour
- Résumé : Les filles s'envolent pour Cuba pour un voyage incroyable dans ce pays autrefois interdit. Incorrigible, Kourtney se dispute avec un membre de la famille…

### Havana bonne nuit
- Résumé : Les vacances à Cuba continuent mais une dispute éclate à cause de l'entêtement de Kim à vouloir travailler pour la Fête des mères…

### Rage 2.0
- Résumé : La paix est de courte durée dans la famille Kardashian. Les proches de Rob doutent de l'application lancée par Chyna. Pendant ce temps, Scott passe son temps à essayer de prouver que Kourtney simule ses allergies.

### Sang, sueurs et peur
- Résumé : Kris, inquiète pour Khloé, demande à Rob de se réconcilier avec sa sœur et meilleure amie. Kourtney a peur de mal se faire comprendre par Scott…

### L'amour au premier regard de travers
- Résumé : Rob et Chyna ont une grosse dispute et les filles essaient de recoller les morceaux…

### Les nouveaux seins de Khloé
- Résumé : Kim énerve sa mère sans le savoir en aidant Caitlyn pour les Espy Awards. Khloé goûte à la vie avec une plus grosse poitrine…

### Le retour de Lord Disick
- Résumé : La famille se rend à San Diego pour l'anniversaire de MJ mais Rob est introuvable après une dispute avec Chyna. Scott fait tout pour ressusciter Lord…

### Le seigneur des couguars
- Résumé : Kendall souffre de paralysie du sommeil, ce qui pose problème pour son travail et ses voyages. Kim recherche des moyens pour contrôler son anxiété…

### Controverses et héritages
- Résumé : Kim veut un troisième enfant ce qui s'avère être une question de vie ou de mort. Kendall a peur des retombées de son soutien au contrôle des armes…

### Aucune bonne action
- Résumé : La famille fait une fête pour le bébé de Rob et Chyna mais leur dispute gâche la fête. Kris tombe malade et Kim prend sa place pour gérer ses sœurs…

## Saison 13 (2017)

### L'avenir de Dash
- Résumé : Durant un voyage à Miami, un grand magasin important propose de racheter DASH. Kim, Kourtney et Khloé se disputent sur l'avenir de leurs magasins…

### Paris
- Résumé : Kourtney a hâte d'aller avec Kim à la Fashion Week à Paris, mais le voyage dans la ville de l'amour tourne mal quand Kim se fait braquer…

### Le contrecoup
- Résumé : Après les événements de Paris, Kim a du mal à oublier ce qui s'est passé. Kendall hésite à poursuivre un intrus…

### Le dernier effort de Kim
- Résumé : Kim subit une dernière procédure pour essayer d'avoir un nouvel enfant qui lui occasionne de dangereuses complications…

### Un malheur n'arrive jamais seul1/2
- Résumé : Kim reprend petit à petit sa vie publique mais reçoit des nouvelles à propos de Kanye qui la bouleversent. Rob accueille son premier enfant…

### Un malheur n'arrive jamais seul2/2
- Résumé : Kendall s'inquiète qu'une mauvaise sur Kendall+Kylie Collection puisse nuire à sa carrière de mannequin. Khloé se fâche avec Malika…

### Les dossier des ex
- Résumé : Rob et Chyna se disputent et ses sœurs sont là pour lui. Kris essaie de se racheter aux yeux de Caitlyn. Kim aide Khloé à mettre ses ex dans une boîte…

### Sentiment de culpabilité
- Résumé : Kim fait son retour en allant à Dubaï avec Scott. Kendall est agacé par Caitlyn. Scott se pose des questions sur la nouvelle relations de Kourtney…

### Petits problèmes en famille1/2
- Résumé : Les Kardashian partent au Costa Rica, des tensions s'installent entre Scott et les filles…

### Petits problèmes en famille2/2
- Résumé : L'invitée de Scott cause des problèmes. Kim se prépare anxieusement à témoigner contre ceux qui l'ont volée à Paris…

### Voitures classiques et œufs vintage
- Résumé : Kim et Kourtney forcent Khloé à aller entre sœurs à Palm Springs. Kris reçoit une proposition singulière d'une famille royale…

### Décisions
- Résumé : Kim et Kylie vont à New York en jet pour le défilé de mode de Kanye. Rob a du mal à rester courtois avec Chyna. Khloe aide Kourtney à se décider…

### Loyautés et royalties
- Résumé : Kim est tiraillée sur le fait de continuer à voir Cait. Kendall présente à ses sœurs le premier membre de la royauté à s'afficher officiellement gay…

### Sœur porteuse
- Résumé : Khloé étudie la possibilité de devenir mère porteuse pour Kim et apprend des nouvelles bouleversantes sur sa fertilité…

## Saison 14 (2017)

### Spéciale 10 ans
- Résumé : Ryan Seacrest revit avec la famille célèbre les plus grands moments devant et hors caméra de ces dix dernières années…

### Le show de cleveland
- Résumé : Kim et Kourtney découvrent enfin la vie de Khloé à Cleveland. Kendall reçoit de dures critiques sur un récent projet…

### Les MILF se lâchent!
- Résumé : Scott est jaloux que Kourtney parte en voyage au Mexique entre filles. Kim se sent violée par des photos peu flatteuses apparaissant sur Internet…

### Une nouvelle garde-robe
- Résumé : Kourtney est distraite lors d'un voyage entre sœurs avec Kendall. Kim veut changer toute la garde-robe de Khloé sans son accord…

### Sauvez Cannes
- Résumé : Scott menace de ruiner le voyage de Kourtney à Cannes avec son nouveau chéri. Kim a du mal à instaurer des limites claires avec son assistante…

### Pas si fan que ça
- Résumé : Khloé a peur que les fans de Cleveland ne s'en prennent à eux en allant voir Tristan. Les filles se demandent comment traiter Scott après Cannes

### Reine de beauté
- Résumé : Kim prépare avec anxiété le lancement de sa ligne de cosmétiques KKW. Khloé lutte pour préparer le déménagement de Tristan à Los Angeles.

### Nouvelle cause
- Résumé : Kim est choquée par l'augmentation des SDF à Los Angeles et décide de sensibiliser les gens à cette crise. Kris engage un scribe pour l'enregistrer…

### Difficile d'avoir un chiot
- Résumé : Khloé et Kendall décident de s'acheter une arme pour se protéger mais Kimberly est contre le fait d'avoir une arme . Kris ne se laisse pas faire par sa mère. Kim n'arrive pas à gérer son nouveau chiot…

### Encore un bébé
- Résumé : Kim reçoit de grandes nouvelles concernant le futur de sa famille. Les filles se demandent si Kourtney voit un avenir avec son copain actuel…

### Carte de presse
- Résumé : Khloe et Kourtney se disputent sur leur ligne de fitness. Kim suggère que la famille apprenne comment gérer les sujets controversés dans les médias…

### Celle qui surveillait sa mère
- Résumé : Khloé a du mal à garder son calme. Kris cache un dispositif de traçage sur sa mère. Kim se demande si le régime sans gluten de Kourtney est sain…

### Un mime pour un sourire
- Résumé : Kourtney, rongée par la culpabilité, doit se décider si elle va en Égypte sans ses enfants. Khloé engage un mime pour Kris pour qu'elle se détende…

### Un polichinelle dans le tiroir
- Résumé : Khloé a une grande nouvelle mais sa relation difficile avec Corey risque de la gâcher. Kris est complexée par ses lobes d'oreilles qui s'affaissent…

### Les diamants sont éternels
- Résumé : Le comportement de Scott empire en apprenant que Kourtney a un copain. Kris trouve un moyen créatif de préserver son souvenir…

### Une toile inextricable
- Résumé : Kim craint pour la santé de sa mère porteuse. Kris surveille Scott pendant la Fashion Week. Kourtney doit gérer une infestation effrayante…

### L'héritage de Kris Jenner
- Résumé : Scott réalise que les filles ne connaissent pas grand-chose du passé de Kris et décide de faire une vidéo commémorative…

### Problèmes de grossesse
- Résumé : Khloé essaie de garder sa grossesse secrète tout en faisant face à des complications. Kourtney se demande si elle veut encore des enfants…

### Fille ou garçon?
- Résumé : Les soeurs vont à San Francisco pour un dernier voyage ensemble avant l'arrivée des bébés. Hloé attend avec impatience de savoir le sexe de son bébé.

### Émission spéciale de Noël
- Résumé : Kris, Kim, Kourtney et Khloé nous montrent leurs préparatifs pour la plus grande fête de l'année, des décorations au repas.

### Spéciale 10 ans
Résumé : Ryan Seacrest revit avec la famille célèbre les plus grands moments devant et hors caméra de ces dix dernières années.